# Zoopraxiscópio

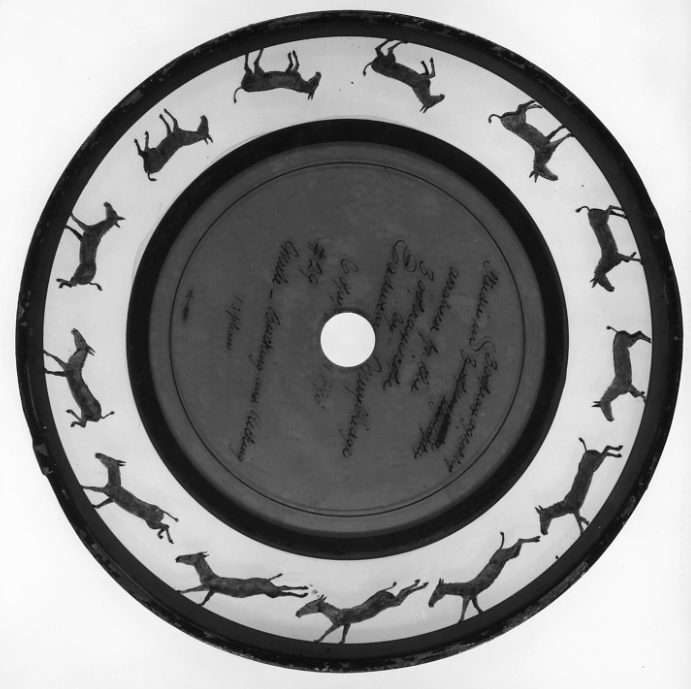
Zoopraxiscópio de Eadweard Muybridge

Simulação do Zoopraxiscópio de Muybridge onde o movimento é criado pela rotação do disco.

O zoopraxiscópio em grego, mas Zoe = "vida" + Praxis = "exercício da vida humana" + Scópio = "Observar", entende-se por Dispositivo de Observar a Vida em seu Exercício (praxis).
Tal dispositivo não capturava imagens, apenas os exibia de forma animada. Girando-se uma manivela, onde um pequeno disco, tal qual o fenaquistoscópio, gira intercalando fotografias do mesmo objeto, em posições diferentes. O dispositivo servia para projetar as imagens para estudo do movimento.
Inventado por Eadweard Muybridge (1830–1904) tal aparelho influenciou os estudos de cronofotografia de Marey e conseguinte, todo o desenvolvimento fotográfico e cinematográfico, como na origem da película de celuloide, usada ainda hoje.
Em seu estudos do movimento, Muybridge costumava captar suas imagens utilizando de 24 máquinas fotográficas colocadas em intervalos regulares ao longo de uma pista de corrida, totalmente preparada para o experimento. Com a passagem de um cavalo sob um fundo quadriculado, vários fios eram rompidos ao longo do trajeto, desencadeando disparos sucessivos, decompondo assim, o movimento do animal em fotogramas.
Há uma lenda que Muybridge teria feito tal experimento para provar que há um momento em que nenhuma das patas toca o solo. Mas essa história está equivocada. Leland Stanford, ex-governador da Califórnia e um amante de cavalos, possuía entre sua coleção um cavalo trotador muito especial, chamado Occident. Para compartilhar os movimentos de seu animal com amigos importantes do exterior, ele propôs a Muybridge o registro deste movimento em sequencia de imagens. Este foi o real motivo, não havendo, portanto, veracidade na história de uma aposta sobre as patas do cavalo.